# Real Fernando (1817)
El Real Fernando, también conocido como El Betis  fue el primer vapor de ruedas construido en España

## Diseño y construcción
La construcción de su casco fue encargada a Cabrera, carpintero deribera y calafate, en un pequeño astillero situado en Remedios de Triana, su máquina y la caldera fueron adquiridas en Inglaterra.
Botado el 30 de mayo de 1817, tenía 21,37 metros de eslora, 6,76 de manga (incluyendo las ruedas), 3,27 de puntal y 0,8 de calado 
Estaba dotado de dos ruedas, cada una de ellas dividida en cinco palas.
Su velocidad mínima no bajaba de los cuatro nudos. Las cámaras de proa y popa tenían capacidad para albergar un total de 65 pasajeros con un coste por viaje de 60 reales en popa y 40 en proa, mientras que en cubierta podían ir de 40 a 50 personas con un coste de 20 reales. Disponía además de dos camarotes con capacidad para cuatro personas cada uno con un coste por viaje de 120 reales.

## Historia
El buque fue construido en los astilleros de los Remedios de Triana, Sevilla, donde fue botado el 31 de mayo de 1816 por encargo de la Real Compañía de Navegación del Guadalquivir, y realizó su primer viaje desde Sevilla a Cádiz con parada en Sanlúcar de Barrameda el 16 de julio de 1817 y regresar al día siguiente, repitiendo el citado itinerario tres veces por semana.
Su entrada en servicio supuso que el tramo fluvial del citado trayecto pasara de  quince horas con buenas condiciones de viento y marea, llegando incluso hasta ocho o nueve días, debido a la dificultad de la navegación a vela del río, a únicamente nueve horas.
Fue desguazado el mismo año de su construcción debido a sus múltiples averías.